# 過渡期社会
過渡期社会とは、マルクス主義理論において、資本主義から共産主義(の低い段階である社会主義)への「革命的転化の時期」(マルクス「ゴータ綱領批判」)を指す。その政治形態は、プロレタリア独裁もしくは労働者国家と呼ばれる。
過渡期社会においては、プロレタリアートが権力を握っているものの、市場経済・階級支配の機関としての国家・小商品生産・貨幣などが、死滅に向かいながらも全廃することはない。
なお過渡期社会においてプロレタリアートが政治権力を失いスターリン主義官僚の支配が確立した状態をトロツキズムの立場では「堕落した労働者国家」もしくは「歪曲された労働者国家」と呼ぶ。